# Poduri-Bricești
Poduri-Bricești – wieś w Rumunii, w okręgu Alba, w gminie Vadu Moților. W 2011 roku liczyła 128 mieszkańców.